# Володін Олександр Олександрович (шахіст)
Олександр Олександрович Володін (ест. Aleksandr Volodin; нар. 10 грудня 1990, Кохтла-Ярве) — естонський шахіст, гросмейстер від 2011 року.

## Шахова кар'єра
У 2000—2010 роках неодноразово представляв Естонію на чемпіонатах світу та Європи серед юніорів у різних вікових категоріях (найкращий результат: 7-ме місце на ЧЄ до 16 років у Херцегу-Новому, 2006). У період між 2008 і 2010 роками виборов титули чемпіона Естонії серед юніорів. Неодноразово брав участь у фіналі чемпіонату Естонії, двічі вигравши медалі: срібну (2009) і бронзову (2006). Тричі (2006, 2008, 2010) брав участь у шахових олімпіадах.
2006 року поділив 1-ше місце (разом з Олексієм Уткіним) на міжнародному турнірі в Санкт-Петербурзі. 2009 року посів 2-ге місце (позаду Даніеля Семсесена на турнірі Salongernas ЇМ у Стокгольмі.
Найвищий рейтинг Ело в кар'єрі мав станом на 1 липня 2011 року, досягнувши 2523 очок займав тоді 3-тє місце (позаду Кайдо Кюлаотса і Мееліса Канепа) серед естонських шахістів.

## Зміни рейтингу
| На цьому місці має відображатися графік чи діаграма, однак з технічних причин його відображення наразі вимкнено. Будь ласка, не видаляйте код, який викликає це повідомлення. Розробники вже працюють для того, щоби відновити штатне функціонування цього графіка або діаграми. | |
| | На цьому місці має відображатися графік чи діаграма, однак з технічних причин його відображення наразі вимкнено. Будь ласка, не видаляйте код, який викликає це повідомлення. Розробники вже працюють для того, щоби відновити штатне функціонування цього графіка або діаграми. |